# Ernst Kulling
Ernst Rickard Kulling, född 19 juni 1905 i Lindärva socken, död 16 mars 1988 i Stockholm, var en svensk jurist och ombudsman.
Ernst Kulling var son till kyrkoherden Ludvig Kulling och bror till Oskar Kulling. Han avlade studentexamen i Skara 1923 och blev juris kandidat 1931 i Stockholm, där han 1926–1928 var sekreterare i Sveriges bageriidkareförening, Föreningen Sveriges spisbrödsfabrikanter och Stockholms bageriidkareförening samt redaktionssekreterare i Svensk bageritidskrift. 1929–1932 var han medarbetare i Nya Dagligt Allehanda samt 1932–1935 ombudsman för Svenska boktryckareföreningen, Sveriges litografiska tryckeriägares förbund och Sveriges tryckeriers arbetsgivareförbund, för vilka organisationer han från 1935 var VD. Kulling var dessutom VD i Sveriges bokbinderiidkares arbetsgivareförbund från 1926, i Sveriges klichéanstaltförening från 1938, i Sveriges grafiska industriförbund från 1941 och i Pappersemballageindustrins arbetsgivareförbund från 1945. Kulling var ombudsman för Svenska tapetfabrikanternas förening 1934–1940 och styrelseordförande där 1940–1941, sekreterare i Nordiska boktryckarrådet 1932 och från 1932 ledamot av detta. Han var ledamot av Arbetsmarknadens yrkesråd samt styrelserna för Svenska boktryckareföreningen, Stiftelsen grafisk forskning, Stiftelsen Grafiska Institutet och från 1945 ordförande i Grafiska standardiseringskommittén. 1932 var Kulling redaktionssekreterare i Svenska boktryckarföreningarnas meddelanden och var från 1933 redaktör och ansvarig utgivare för tidskriften som 1935 fick namnet Grafiskt Forum. Förutom en rad uppsatser i facktidskrifter utgav han minnesskriften Svenska Boktryckareföreningen 50 år (1943, tillsammans med Samuel Ebbe Bring), Näringslivets juridik (1946, tillsammans med L. Cronqvist) och minnesskriften Nordiska Boktryckarrådet 25 år (1946).